# Laura Velázquez Alzúa
Laura Velázquez Alzúa (Ciudad de México, 4 de junio de 1964) es una política mexicana. Desde el 16 de agosto de 2020 fue designada por Andrés Manuel López Obrador para desempeñarse como Coordinadora Nacional de Protección Civil tras la renuncia de David León Romero.  Anteriormente fue Delegada en Azcapotzalco y Secretaria de Desarrollo Económico del DF. En 2012 intentó ser la candidata del Partido de la Revolución Democrática para competir por el gobierno del Distrito Federal en las Elecciones de 2012